# Delosperma saxicolor
Delosperma saxicolor är en isörtsväxtart som beskrevs av Lavis. Delosperma saxicolor ingår i släktet Delosperma, och familjen isörtsväxter. Inga underarter finns listade i Catalogue of Life.